# Aiuto è vacanza
Aiuto è vacanza era un programma televisivo italiano di varietà, trasmesso in 7 puntate, dal 26 luglio al 6 settembre 1969, sul Programma Nazionale.
Il programma, un tipico varietà estivo, era condotto da Walter Chiari, Isabella Biagini, Enrico Simonetti, Felice Andreasi e Pascale Petit. Gli autori erano Leo Chiosso, Eros Macchi e Maurizio Jurgens; la regia era di Eros Macchi, mentre l'orchestra era diretta da Franco Pisano.